# Egyesült Nemzeti Szocialista Párt
Az Egyesült Nemzeti Szocialista Párt (olykor Egyesült Magyar Nemzeti Szocialista Párt, vagy Egyesült Nemzeti Szocialista Párt – Nyilaskeresztes Front, vagy Nyilaskeresztes Front, vagy ezek gyakorlatilag tetszőleges kombinációja) egy rövid életű magyarországi nemzetiszocialista párt volt 1933 – 1940 között.

## Története
A pártot Pálffy Fidél alapította 1933 végén Egyesült Nemzeti Szocialista Párt néven, miután kilépett a Meskó Zoltán féle Magyar Nemzeti Szocialista Földműves- és Munkáspártból. A párt deklaráltan alkotmányos irányelvek mentén kívánt működni, Pálffy a Gömbös-kormány szimpatizánsaként próbált együttműködni a hatalommal, aminek Gömbös 1936-os halála vetett véget. Az 1939-es választásokat követően az ENSZP 11 parlamenti székhez jutott.
Még a választások előtt betiltották a Szálasi féle Nemzeti Szocialista Magyar Párt – Hungarista Mozgalmat, aminek eredményeként Baky László csatlakozott Matolcsy Mátyás és Matolcsy Tamás Nyilaskeresztes Front nevű pártjához, mely a választások előtt egyesült az ENSZP-vel, a parlamentben pedig közös frakciót hoztak létre.
Ugyan Szálasiék Nyilaskeresztes Párt néven még a választások előtt újjáalakultak, a két párt csak 1940-ben egyesült.

## Országgyűlési választási eredményei
| Választási eredmények | Szavazatok száma | Szavazatok aránya | Mandátumok száma (össz.) | Mandátumok aránya (össz.) | Parlamenti szerepe |
| --------------------- | ---------------- | ----------------- | ------------------------ | ------------------------- | ------------------ |
| 1935-ös               | ?                | ?                 | ―                        | ―                         | nem jutott be A    |
| 1939-es               | 78 806           | 2,14%             | 4 (11B)                  | 1,54%                     | ellenzék           |

- A: Ugyan a sok hasonló nevű és programú nemzetiszocialista párt miatt (pontos) eredmények nem állapíthatóak meg, a parlamentben alakulásakor nem volt ENSZP-s jelölt
- B: Hivatalosan négy jelöltjük jutott az országgyűlésbe, de a frakcióhoz csatlakozott az egyéb nemzeti szocialista pártok listáin bejutott hét Nyilaskeresztes Front-tag is.